# O Jin U
O Jin U (ur. 8 marca 1917 w Pukch’ŏngu, zm. 25 lutego 1995 w Pjongjangu) – północnokoreański oficer, marszałek Koreańskiej Armii Ludowej.
W młodości zaangażowany w walkę przeciw japońskim okupantom, od 1933 w oddziałach partyzanckich Kim Ir Sena. Od 1939 członek KPCh, od 1945 w Partii Pracy Korei.
Dowodził pułkiem w wojnie koreańskiej (1950–53). W marcu 1954 otrzymał stopień generała-majora, w 1958 generała-lejtnanta, a w sierpniu 1960 generała-pułkownika. Generał armii od 1963 lub 1967. Od 1976 minister sił zbrojnych. W kwietniu 1985 awansował na wicemarszałka, a w kwietniu 1992 na marszałka KAL.
W 1994 zachorował na raka, leczył się w Europie, kilka miesięcy później zmarł w wieku 77 lat.
Dwukrotny Bohater KRLD (1968, 1992), odznaczony też Orderem Kim Ir Sena (1982).